# Boswell's Corner (Virginia)
Boswell's Corner es un lugar designado por el censo situado en el condado de Stafford, Virginia  (Estados Unidos). Según el censo de 2010 tenía una población de 1.375 habitantes.

## Demografía
Según el censo de 2010, Boswell's Corner tenía una población en la que el 62,4% eran blancos; el 25,2% afroamericanos; el 0,7% eran indios americanos y nativos de Alaska; el 2,8% eran asiáticos; el 0,2% hawaianos y otros isleños del Pacífico; el 3,9% de otra raza, y el 4,9% a partir de dos o más razas. El 15,9% del total de la población eran hispanos o latinos de cualquier raza.